# Paratya
Paratya (Miers, 1882) — рід прісноводних креветок родини Atyidae, знайдений на різноманітних островах Тихого океану. Рід включає у себе 14 видів. Розділення між північно-тихоокеанською (Японія) групою та південно-тихоокеанською (Нова Зеландія, Австралія, Нова Каледонія, Лорд-Хау) за оцінками вчених відбулося від 19 до 12,5 мільйонів років тому.

## Види
- Paratya annamensis Balss, 1924
- Paratya australiensis Kemp, 1917
- Paratya boninensis Satake & Cai, 2005
- Paratya borealis Volk, 1938
- Paratya bouvieri Roux, 1926
- Paratya caledonica Roux, 1926
- Paratya compressa De Haan, 1844
- Paratya curvirostris Heller, 1862
- Paratya howensis Roux, 1926
- Paratya improvisa Kemp, 1917
- Paratya intermedia Roux, 1926
- Paratya martensi Roux, 1925
- Paratya norfolkensis Kemp, 1917
- Paratya typa Roux, 1926